# 芹沢恋
芹沢 恋（せりざわ れん、1975年7月1日 - ）は、日本のAV女優。エイトマン所属。
趣味:ショッピング。

## 略歴・人物
2007年12月、「NHKドラマ・CM出演女優」との触れ込みで、アリスJAPAN専属女優としてAVデビュー。
2009年4月にアリスJAPANと百花美人とのコラボレーション作品『セルの誘い』で、セル作品に初出演。
その後、専属を離れ多数のメーカーの作品に出演している。

## 出演作品

### アダルトDVD
2007年
- N○Kドラマ女優AV解禁!!（12月28日、アリスJAPAN）　※デビュー作

2008年
- N○K女優としたい妄想コスプレSEX（1月25日、アリスJAPAN）
- N○K女優の猥褻リップサービス（2月22日、アリスJAPAN）
- N○K SPORTS CHANNEL（3月28日、アリスJAPAN）
- N○K女優撮影会（4月25日、アリスJAPAN）
- 大人の乱交パーティー 芹沢恋（5月23日、アリスJAPAN）　共演:妃すみれ、南原香織、堀越香奈
- 大人の乱交パーティー 妃すみれ（5月23日、アリスJAPAN）　共演:妃すみれ、南原香織、堀越香奈
- 無制限イカセFUCK（6月27日、アリスJAPAN）
- 女教師 肉体授業（7月25日、アリスJAPAN）
- 僕の過保護なママ（8月22日、アリスJAPAN）
- 熟女のベロちゅう交尾（9月26日、アリスJAPAN）
- 喪服の未亡人（10月24日、アリスJAPAN）
- 美しい熟女に履かせたい パンスト、ブーツ、ハイレグ衣装（11月28日、アリスJAPAN）
- 終わらないフェラチオ（12月26日、アリスJAPAN）

2009年
- 美熟女痙攣人形（1月23日、アリスJAPAN）
- 感じてはいけないセックス（2月27日、アリスJAPAN）
- 視姦倶楽部 一〇〇人の目の前で（3月27日、アリスJAPAN）
- セルの誘い 「香りたつ大人の色気」（4月13日、百花美人）
- 美人妻監禁調教（5月22日、アリスJAPAN）
- 悩殺する美貌 「淫能美人」（6月13日、百花美人）
- 憧れのエアロビインストラクター（7月24日、アリスJAPAN）
- 女の悦びは三十路を過ぎてから…（8月13日、百花美人）
- ごくごく飲酒美人（9月25日、アリスJAPAN）
- マジ・ガチ・プライベート 初めて見せる丸裸の自分 恋の告白（10月13日、百花美人）
- 発情ナースのズブ濡れ診察（12月13日、百花美人）

2010年
- 美熟の本気汁 アナタの女になりたくて（1月13日、百花美人）
- 幻母 淋しさの先にある息子たちの肉体（2月1日、ヴィーナス）
- 女医 in… （脅迫スイートルーム） Doctor Ren(34)（2月15日、ドリームチケット）
- 禁親相姦 介護（2月18日、グラフィティジャパン）　共演:青木りか子
- 完全撮りおろし! カリスマアイドル対抗!! ガチフェラ早出しバトル 3（2月26日、レアル・ワークス）　他出演:成瀬心美、香坂めぐ、朝香涼、安藤美沙、陽向めぐ、泉麻那、LUNA、音羽かなで、吉川ななこ、KYOKO、千夏ともか、相田理紗、秋月玲奈
- 生命保険レディの肉欲接待（3月1日、ヴィーナス）
- キレイ好きなオクチ 腰が引けちゃうお掃除フェラとトリハダもんの直後責め（3月5日、ワープエンタテインメント）　他出演:つぼみ、藤崎クロエ、川上ゆう、桜あい、麻倉憂、篠めぐみ、RUMIKA、藤舞みいな
- 夫に言えない秘密のアルバイト（3月19日、S級素人）　※「れん」名義
- あなた、許して…。 －濡れた再就職－（4月7日、アタッカーズ）
- 隣の未亡人（4月19日、グラフィティジャパン）　共演:浅倉彩音
- 主人は寝たら起きないから…。 〜スリルの虜になった人妻〜（6月7日、マドンナ）
- 禁親相姦 母と娘（6月18日、グラフィティジャパン）　共演:橘美穂
- 美人マダムのＭ男厳格躾いじめ（9月25日、へりぽビデオ）

2011年
- オナニー・パラノイア（2月19日、ドグマ）
- 友人の母親（3月1日、ヴィーナス）
- 中出しお義母さんが教えてあげる 義息との近親相姦に欲情するオンナたち（3月25日、ビッグモーカル）　他出演:水沢真樹、音和礼子
- この子には手を出さないで! 私が身代りになりますから…（4月7日、アタッカーズ）　共演:吉川ゆあ
- 中出し近親相姦 母子恥辱交尾（4月19日、ヴィーナス）
- 夫の目の前で犯されて― ―義兄の欲望―（12月7日、アタッカーズ）

2012年
- 性欲処理専門 セックス外来医院 2（2月9日、SODクリエイト）　共演:愛花沙也、前田陽菜、長谷川しずく、沢村れいか
- 催眠 赤 DX 48 ドキュメント編（3月16日、アウダースジャパン）
- 催眠 赤 DX 48 スーパーMC編（3月16日、アウダースジャパン）
- 催眠 赤 DX 48 スーパーコンプリート編（3月16日、アウダースジャパン）
- 継母飼育 4（3月29日、ドリームステージ エンタテインメント）　共演:芦屋美帆子
- 近親相姦 ノーパン義母（4月1日、ヴィーナス）
- あなたの奥さん大丈夫? 出産後、性欲が高まり感度が良くなった人妻! 『綺麗なのに夫だけとSEXするなんてモッタイナイ』とおだてて、タダマンをゲット! 美淑女スペシャル!!（4月13日、SCOOP）　他出演:水城奈緒、黒木麻衣、星野あかり、石倉えいみ
- 夫の上司に狙われた妻（5月4日、カマタ映像）
- 超ド迫力! 接写フェラチオと放尿もろかぶり 2（5月11日、レアル）　他出演:さとう遥希、桜りお、立花樹里亜、星野あかり、眞木あずさ、小倉もも、悠月舞、あかり優、波多野結衣
- 「熟女の口はもっと嘘をつく。」 熟雌女anthology #081（5月18日、アウダースジャパン）
- 近親相姦 寝取られ物語 妻と息子のSEXを見て不覚にも勃起した夫（5月19日、ヴィーナス）
- 実録 痴漢電車 V 母娘どんぶり（6月19日、グラフィティジャパン）　共演:伊吹りさ
- 素人若妻ガチナンパ4時間スペシャル 厳選!ドスケベ奥さま編（6月22日、おかず。）　他出演:杏子ゆう、一ノ瀬ルカ、石倉えいみ、朝桐光、白鳥美玲、眞木あずさ
- もっともあぶない二人の人妻囮捜査員 〜悪質な女子寮盗撮事件を解決せよ!〜（8月7日、マドンナ）　共演:星野あかり
- 美人女将 凌辱女体接待 2（9月7日、アタッカーズ）
- 性欲処理用の妻（10月12日、マダムス）

### イメージDVD
- 美女湯けむり物語 摂津峡温泉編（2012年8月17日、マーレーインターナショナル）　共演:葵つかさ